# پوردی تاونشیپ، شهرستان مدیسون، آرکانزاس
پوردی تاونشیپ (به انگلیسی: Purdy Township) یک منطقهٔ مسکونی در ایالات متحده آمریکا است که در آرکانزاس قرار دارد. پوردی تاونشیپ ۳۱۴ نفر جمعیت دارد.